# Jakob Amport
Jakob Amport (latinisiert Jacobus ad Portum) (* 17. Juni 1580 in Bern; † März 1636 in Lausanne) war ein Schweizer evangelischer Theologe und Rektor der Académie de Lausanne.

## Leben

### Familie
Jakob Amport entstammte einem Berner Patriziergeschlecht und war der Sohn des Berner Hochschullehrers Christian Amport und dessen Ehefrau Anna (geb. Roth); er hatte noch neun weitere Geschwister.
Er war verheiratet mit Catherine (geb. Michel).

### Ausbildung
Jakob Amport immatrikulierte sich an der Hohen Schule in Bern und setzte am 30. Juni 1606 sein Theologiestudium an der Universität Franeker fort; vorher war er eingeschrieben an der Universität Leiden, wo er disputierte unter Lucas Trelcatius Jr. (1570–1607), Professor in Leiden seit 1603 und Jacobus Arminius (1560–1609), Professor in Leiden seit 1603. Sein Studium beendete er mit seiner Promotion zum Dr. theol.

### Werdegang
1606 wurde Jakob Amport als Professor für Philosophie an die Académie de Lausanne berufen, bis er 1607 die Professur für Theologie erhielt. Von 1610 bis 1616 und von 1619 bis 1626 war er Rektor der Akademie.

### Berufliches und geistliches Wirken
In seinem polemischen Traktat Orthodoxae fidei defensio wandte er sich 1613 gegen den polnischen Sozinianer Christoph Ostorodt.
Als Berner Patrizier besass Johann Amport grossen Einfluss auf die Lausanner Akademie und führte gegen 1615 das System der lateinisch verfassten und gedruckten Dissertationen ein, die sich meistens gegen die römische Kirche wandten, dazu bewirkte er 1623, dass das Recht, die Pfarramtskandidaten zu ordinieren, von den Kapiteln an die Akademie überging.
Er hatte Verbindung zu zahlreichen Zeitgenossen, wie etwa Joseph Justus Scaliger in Leiden und Caspar Bauhin in Basel.

## Schriften (Auswahl)
- Jacobi ad Portum bernatis helvetii collegium disputationum theologicarum. ex officina Aegidii Radaei. 1607.
- Orthodoxae fidei defensio, adversus Christophori Ostorrodii, Samosateniani Institvtiones Religionis. Genf 1613.